# Lycodes polaris
Lycodes polaris es una especie de pez de la familia de los Zoarcidae en el orden de los perciformes.

## Morfología
- Los machos pueden llegar a alcanzar los 25 cm de longitud total.
- Número de vértebras: 90-93.
- Aletas pélvicas pequeñas.[1][2]

## Alimentación
Come pequeños invertebrados principalmente anfípodos.

## Hábitat
Es un pez de mar y de Clima polar y demersal que vive entre 5-300 m de profundidad.

## Distribución geográfica
Se encuentra a lo largo de las costas árticas de Asia y del América del Norte: Alaska, el Canadá, Groenlandia y Rusia.

## Costumbres
Es bentónico.

## Observaciones
Es inofensivo para los humanos. 